# Pardosa psammodes
Pardosa psammodes là một loài nhện trong họ Lycosidae.
Loài này thuộc chi Pardosa. Pardosa psammodes được Tord Tamerlan Teodor Thorell miêu tả năm 1887.